# نيان (شميل)
نیان (بالفارسية: نیان) هي قرية تقع في إيران في قسم شمیل الريفي. يقدر عدد سكانها بـ 268 نسمة بحسب إحصاء 2016.